# Baxter (Familienname)
Baxter ['bækstɘ(r)] ist ein englischer Familienname. Er leitet sich von einer veralteten nordenglischen und schottischen Dialektform der Berufsbezeichnung für Bäcker (englisch: baker) her. In jüngerer Zeit wird Baxter auch als männlicher Vorname verwendet.

## Namensträger

### A
- Agnes Sime Baxter (1870–1917), kanadische Mathematikerin
- Al Baxter (* 1972), australischer Rugby-Union-Spieler
- Alain Baxter (* 1973), britischer Skirennläufer
- Alan Baxter (1908–1976), US-amerikanischer Schauspieler
- Alfred Baxter (1898–1983), britischer Gewichtheber
- Andrew Baxter (1686/1687–1750), schottischer Metaphysiker
- Anne Baxter (1923–1985), US-amerikanische Schauspielerin
- Annette Kar Baxter (1926–1983), US-amerikanische Historikerin

### B
- Batsell Baxter (1886–1956), US-amerikanischer Führer der Church of Christ
- Betty Baxter (* 1952), kanadische Volleyballspielerin
- Beverley Baxter (1891–1964), englischer Journalist und Politiker
- Bill Baxter (Politiker, 1907) (1907–1978), australischer Politiker (Queensland)
- Bill Baxter (Politiker, 1946) (* 1946), australischer Politiker (Victoria)
- Billy Baxter (Fußballspieler, 1924) (William Baxter; 1924–2002), schottischer Fußballspieler und -trainer
- Billy Baxter (Fußballspieler, 1939) (William Alexander Baxter; 1939–2009), schottischer Fußballspieler und -trainer
- Billy Baxter (Pokerspieler) (William E. Baxter, Jr.; * 1940), US-amerikanischer Pokerspieler
- Blake Baxter (* ?), US-amerikanischer Techno-DJ und -produzent
- Bobby Baxter (Fußballspieler, 1911) (1911–1991), schottischer Fußballspieler
- Bobby Baxter (Fußballspieler, 1937) (* 1937), englischer Fußballspieler
- Brad Baxter (* 1967), US-amerikanischer Footballspieler
- Brittany Baxter (* 1985), kanadische Fußballspielerin
- Bucky Baxter (1955–2020), US-amerikanischer Musiker

### C
- Carl Baxter (* 1985), anglo-kanadischer Badmintonnationalspieler
- Cedric Baxter (1930–2024), australischer Künstler
- Charles Baxter (* 1947), US-amerikanischer Autor
- Claire Baxter (* 1982), australische Radrennfahrerin

### D
- Dale Baxter (* 1961), kanadischer Fußballspieler
- Darren Baxter (* 1981), englischer Fußballspieler
- David Baxter (Footballspieler) (1910–1979), australischer Australian-Football-Spieler
- David Baxter (Pokerspieler), US-amerikanischer Pokerspieler
- David Baxter (Filmeditor), Filmeditor
- David Baxter (Leichtathlet) (1977–2012), australischer Leichtathlet
- Deborah Baxter (* 1953), englische Schauspielerin

### E
- Elisha Baxter (1827–1899), US-amerikanischer Politiker (Arkansas)
- Ena Baxter († 2015), britische Unternehmerin
- Ern Baxter (1914–1993), kanadischer Geistlicher der Pfingstbewegung

### F
- Fred Baxter (* 1971), US-amerikanischer Footballspieler

### G
- Gary Baxter (* 1978), US-amerikanischer Footballspieler
- George Baxter (Drucker) (1804–1867), britischer Graveur und Drucker
- George W. Baxter (1855–1929), US-amerikanischer Politiker
- Glen Baxter (* 1944), britischer Cartoonist
- Glen Baxter (Mathematiker) (1930–1983), amerikanischer Mathematiker
- Gordon Baxter (1923–2005), US-amerikanischer Radiomoderator und Autor
- Gregg Baxter, Tontechniker
- Gregory Baxter (* 1989), kanadischer Skispringer
- Gregory P. Baxter (1876–1953), US-amerikanischer Chemiker

### H
- Henry Baxter (1821–1873), US-amerikanischer General

### I
- Irving Baxter (1876–1957), US-amerikanischer Leichtathlet

### J
- J. Clifford Baxter (1958–2002), US-amerikanischer Manager
- J. Sidlow Baxter (1903–1999), australischer Geistlicher und Autor
- Jack Baxter (1930–2004), australischer Rugby-Union-Spieler
- James Baxter (Segler) (1870–1940), britischer Segler und Rugbyspieler
- James Baxter, bekannt als Jim Baxter (1939–2001), schottischer Fußballspieler
- James Baxter (Musiker), Filmkomponist
- James Baxter (Footballtrainer), US-amerikanischer Footballtrainer
- James K. Baxter (1926–1972), neuseeländischer Dichter
- James Phinney Baxter III (1893–1975), US-amerikanischer Historiker
- Jane Baxter (1909–1996), britische Schauspielerin
- Jayne Baxter (* 1955), schottische Politikerin
- Jeff Baxter (* 1948), US-amerikanischer Rockgitarrist
- Jennifer Baxter (Schauspielerin) (* 1976), kanadische Schauspielerin
- Jennifer Baxter (Curlerin) (* 1987), kanadische Curlerin
- Jim Baxter (1939–2001), schottischer Fußballspieler
- John Baxter (Architekt) († 1798), schottischer Architekt
- John Baxter (Forschungsreisender) (Wylie; † 1841), australischer Forschungsreisender
- John Baxter (Regisseur) (1896–1975), britischer Filmregisseur und -produzent
- John Baxter (Fußballspieler) (1936–2014), schottischer Fußballspieler
- John Baxter (Schriftsteller) (* 1939), australischer Science-Fiction-Autor
- John Baxter (Ingenieur) (* 1951), britischer Ingenieur
- John Babington Macaulay Baxter (1868–1946), kanadischer Politiker
- Jose Baxter (* 1992), englischer Fußballspieler
- Joseph Iain Wilson Baxter (* 1936), kanadischer Künstler

### K
- Kate Baxter (* 1930), australische Fechterin
- Keith Baxter (Schauspieler) (1933–2023), britischer Schauspieler
- Keith Baxter (Schlagzeuger) (1971–2008), britischer Musiker
- Kirk Baxter (* 1972), US-amerikanischer Filmeditor

### L
- Laurence Baxter (1954–1996), US-amerikanischer Statistiker
- Lee Baxter (Sänger) (* 1970), englischer Popsänger
- Lee Baxter (Fußballspieler) (* 1976), schwedischer Fußballspieler
- Les Baxter (1922–1996), US-amerikanischer Komponist und Filmmusik-Produzent
- Lonny Baxter (* 1979), US-amerikanischer Basketballspieler
- Lynsey Baxter (* 1959), englische Schauspielerin

### M
- Meredith Baxter (* 1947), US-amerikanische Schauspielerin

### N
- Nathaniel Baxter junior (1844–1913), US-amerikanischer Politiker
- Nicola Baxter, britische Autorin
- Noel Baxter (* 1981), britischer Skirennläufer

### P
- Patrick F. Baxter (1891–1959), irischer Politiker
- Paul Baxter (* 1955), US-amerikanischer Eishockeyspieler
- Percival Proctor Baxter (1876–1969), US-amerikanischer Politiker, Gouverneur von Maine
- Pete Baxter, australischer Szenenbildner
- Portus Baxter (1806–1868), US-amerikanischer Politiker (Vermont)

### R
- Rachel Baxter (* 1999), US-amerikanische Stabhochspringerin
- Raymond Baxter (1922–2006), britischer Fernsehmoderator und Autor
- Rex Baxter (* 1936), US-amerikanischer Golfspieler
- Richard Baxter (1615–1691), englischer Geistlicher
- Richard Reeve Baxter (1921–1980), US-amerikanischer Jurist und Richter am Internationalen Gerichtshof
- Rill Baxter (* 1962), US-amerikanischer Tennisspieler
- Robert Andrew Baxter (1879–1947), kanadischer Politiker
- Robert Dudley Baxter (1827–1875), englischer Nationalökonom
- Rodney Baxter (1940–2025), australischer mathematischer Physiker (Yang-Baxter Relation)
- Ronnie Baxter (* 1961), englischer Dartspieler

### S
- Skippy Baxter (20. Jahrhundert), US-amerikanischer Eiskunstläufer der 1940er Jahre
- Stanley Baxter (* 1926), britischer Schauspieler
- Stephen Baxter (* 1957), britischer Autor
- Stephen Baxter (Fußballspieler) (* 1965), nordirischer Fußballspieler
- Stuart Baxter (* 1953), englischer Fußballspieler und -trainer

### T
- Tom Baxter (Thomas Baxter Gleave; * 1973), britischer Sänger und Songwriter
- Trevor Baxter (1932–2017), britischer Schauspieler

### V
- Virginia Baxter (Ginny Baxter; 1932–2014), US-amerikanische Eiskunstläuferin

### W
- Warner Baxter (1889–1951), US-amerikanischer Schauspieler
- William Baxter (Philologe) (1650–1723), britischer Philologe
- William Baxter (Gärtner) († vor 1836), englischer Gärtner und Pflanzensammler
- William Baxter (Botaniker) (1787–1871), britischer Botaniker, Autor und Gartenkurator
- William Baxter (Politiker) (1911–1979), britischer Politiker
- William Baxter (Jurist) (1929–1998), britischer Jurist
- William Edward Baxter (1825–1890), britischer Politiker
- William H. Baxter (* 1949), US-amerikanischer Sprachwissenschaftler